# Метилацетилен-алленовая фракция
Метилацетиле́н-алле́новая фра́кция (МАФ) — сжиженный газ, смесь метилацетилена (пропин, CH3C≡CH) и аллена (1,2-пропадиена, CH2=C=CH2), с добавлением приблизительно 25 % пропана для стабилизации. Имеет резкий запах, малотоксичен.
Используется:
- как аналог ацетилена во всех процессах газопламенной обработки металлов. По параметрам горения он близок к ацетилену, но втрое дешевле и занимает гораздо меньший объем. По эффективности использования МАФ превышает ацетилен, так как при сравнимых температурах пламени (2927 °C у МАФ и 3087 °C у ацетилена) теплотворная способность МАФ выше. Технология применения газа МАФ такая же, как и при использовании ацетилена. Его можно применять для газовой сварки всех видов сталей, для резки, пайки, газопламенного напыления и.т.д. МАФ малотоксичен, технологичен, экономичен, безопасен.
- в фармацевтике и фармакологии

Баллон газа МАФ (21 кг) заменяет 3-4 5,5-килограммовых баллонов ацетилена, на производство которых требуется 60—80 кг карбида кальция.